# فريد مطر
Farid Matar
فريد مطر (بالإنجليزية: Farid Matar)‏؛( 1990 -)،
ملك جمال لبنان لسنة 2016-2015

## حياته
ولد في لبنان ، درس إدارة الأعمال,عمل كعارض أزياء في وكالة نضال بشراوي nidal's agency,
,عمل مودل في فيديو كليبات مصورة
وايضاً هو أحد الوجوه الإعلانية لإحدى ماركات الملابس الرجالية ,
هوايته الجيم والرماية ,
ويعمل فريد منقذ سباحة في أحد المنتجعات السياحية بالعاصمة بيروت
قبل ان يصبح ملك جمال لبنان 2015
وشترك في مسابقة ملك جمال لبنان
وتوج ملكً في سنة 2015 .

### الفيديوكليبات التي ظهر فيها
- سابين باركولي يا بنات ،2014
- شيراز كيف بدك عني تغيب ، 2015